# 10 Oszmiańska Brygada Armii Krajowej
10 Oszmiańska Brygada AK „Gustawa” – polski oddział partyzancki Okręgu Wilno Armii Krajowej.
W lipcu 1944 w ramach Zgrupowania nr 3 Okręgu AK Wilno oddział wziął udział w operacji Ostra Brama. W lipcu 1944 liczyła ok. 400 partyzantów.

## Koncentracja brygady
W czerwcu 1944 sztab 3 Zgrupowania przeprowadził na swoim terenie mobilizację mężczyzn pozostających w siatce konspiracyjnej. Jako odwód sformowano 10 Brygadę AK pod dowództwem por. Konrada Bukowskiego „Gustawa”. Do pomocy przy organizowaniu brygady zostali oddelegowani z 13 Brygady AK komendant Obwodu Mołodeczno por. Władysław Burak „Gajewski” oraz ppor. Wiktor Snastin „Kurek”.
Łączniczki na rozkaz komendanta Obwodu „Oset” powiadomiły komendantów placówek o miejscu koncentracji wszystkich mężczyzn zdolnych do walki, pozostających w konspiracji. Miejscem koncentracji był rejon Murowanej Oszmianki. Dowództwo formowało się w Karwieliszkach. Ośrodek Soły wyznaczył koncentrację w folwarku Porojście dla placówek Soły i Żuprany, a w Birżanach dla placówek Kuszlany i Smorgonie. Placówki: Polany, Graużyszki i Krewo miały bezpośrednio pod dowództwem swoich komendantów zameldować się w Karwieliszkach. Personel medyczny wywodzący się z konspiracji zbierał się w folwarku Rojsty. Porucznik Gajewski objął komendę nad zgrupowaniem przebywającym w folwarku Olchówce. Marszem ubezpieczonym ruszył w kierunku Karwieliszek przez Małe Powiaże. W okolicy Osinówki przekroczono szosę łączącą Oszmianę z Holszanami. Z Osinówki pod osłoną lasu partyzanci dotarli do Mordas, przekraczając szosę Oszmiana – Graużyszki, stamtąd przez folwark Pohulanka, wieś Antony, Kuckuny, dwór Sołki, Łysą Górę dotarli do Karwieliszek.
Koncentracja trwała trzy dni, Odległość poszczególnych placówek od miejsca zbiórki była różna: od 7 km do przeszło 40 km. Początkowo utworzono trzy plutony. Ochotników po służbie wojskowej sprzed 1939 podzielono na trzy grupy przydzielając do każdego z plutonów jako kadrę do pomocy przy szkoleniu rekrutów. Pierwszy pluton zakwaterował się w miejscowości Wasiowce, drugi pluton – w zaścianku Łysa Góra, trzeci pluton pozostał w Karwieliszkach. Przystąpiono do intensywnego szkolenia strzeleckiego i bojowego.
Każdego dnia zgłaszali się z dalszych terenów członkowie siatki konspiracyjnej, nie mogąc trafić do oddziałów macierzystych (realizowały one w tym czasie zadania „Burzy”). Zgłaszali się dezerterzy z Wehrmachtu, wcieleni doń Polacy z Poznańskiego i Śląska oraz członkowie policji białoruskiej. Dowództwo brygady wcielało do swoich szeregów Polaków z Poznańskiego i Śląska oraz Jugosłowian zatrudnionych w organizacji Todt, natomiast z policji białoruskiej tych, którzy w różny sposób wcześniej ostrzegali ludność polską przed represjami.

## Obsada personalna brygady
8 lipca 1944, ze względu na napływ sporej ilości ochotników do Brygady, w Karwieliszkach nastąpiła jej reorganizacja. Uformował się ostatecznie następujący skład osobowy brygady:
- dowódca – por. Konrad Bukowski ps. „Gustaw”
- zastępca dowódcy – por. Władysław Burak ps. „Gajewski”
- adiutant – ppor. Wiktor Snastin ps. „Kurek”
- kwatermistrz – sierż. Wiktor Andrzejewski ps. „Pszczółka”
- oficer łączności – plut. Edward Bujnicki ps. „Drucik”
- lekarze – dr Michał Holak ps. „Bonifacy” i dr Adam Wysocki ps. „Piotr”

1 kompania:
- dowódca: ppor. Aleksander Stanisław Czajkowski ps. „Chytry”
- szef kompanii: sierż. Stanisław Szamocki
  - 1 pluton: podchorąży Edward Szołoch ps. „Skiba”
    - 1 drużyna:	kpr. Czesław Soroko ps. „Orzeł”
    - 2 drużyna:	kpr. Mikołaj Jackiewicz	ps. „Mik”
    - 3 drużyna: kpr. Witold Koczan ps. „Wićka”

  - 2 pluton: plut. Jan Aleksandrowicz ps. „Aleks”
    - 1 drużyna: Antoni Kowzan ps. „Antoś”
    - 2 drużyna: Edward Szynkiewicz ps. „Ed”
    - 3 drużyna: Arkadiusz Bartoszewicz ps. „Bart”

  - 3 pluton: plut. Zenon Naumowicz ps. „Sęk”
    - 1 drużyna: Czesław Żeligowski ps. „Czesio”
    - 2 drużyna: Waldemar Siecki ps. „Mały”
    - 3 drużyna: Aleksander Siecki ps. „Wujek”

2 kompania:
- dowódca ppor. Stanisław Butkiewicz ps. „Żbik”
- szef kompanii: sierż. Stanisław Wołkowicz ps. „Ojciec”
  - 1 pluton: ppor. Włodzimierz Rybacki ps. „Rubka”
    - 1 drużyna: kpr. Henryk Marcinkiewicz ps. „Marcin”
    - 2 drużyna: kpr. Stefan Staszkiewicz ps. „Stef”
    - 3 drużyna: kpr. Stanisław Klucznik ps. „Stach”

  - 2 pluton: pchor. Leonard Bohdziewicz ps. „Jacek”
    - 1 drużyna: kpr. Edward Kwokszyn ps. „Kwoka”
    - 2 drużyna: kpr. Tadeusz Aleksandrowicz ps. „Alek”
    - 3 drużyna: kpr. Jan Urbanowicz ps. „Jaś”

  - 3 pluton: pchor. Leon Jackiewicz ps. „Lew”
    - 1 drużyna: kpr. Stefan Wysocki ps. „Piotr”
    - 2 drużyna: kpr. Antoni Kłujszo ps. „Brzoza”
    - 3 drużyna: kpr. Władysław Bodak ps. „Szczerba”

3 kompania:
- dowódca ppor. Leonard Piastowski ps. „Art”, „San”
- szef kompanii: sierż. „Józef Micul”
  - 1 pluton:pchor. Wincenty Stosuj ps. „Żbik”
    - 1 drużyna: kpr. Bolesław Dembowski ps. „Dąb”
    - 2 drużyna: kpr. Roman Sturlis ps. „Rom”
    - 3 drużyna: kpr. Wacław Harłukowicz ps. „Kamień”

  - 2 pluton: plut. Bronisław Harłukowicz ps. „Łuk”
    - 1 drużyna: kpr. Józef Michniewicz ps. „Zef”
    - 2 drużyna: kpr. Józef Szołoch ps. „Rola”
    - 3 drużyna: kpr. Kazimierz Pietrusewicz ps. „Kazik”

  - 3 pluton: pochr. Bronisław Awgul ps. „Bey”
    - 1 drużyna: wachm. Artur Ulewski ps. „Kozak”
    - 2 drużyna: plut. Jan Jaroszewicz ps. „Iglica”
    - 3 drużyna: plut. Henryk Zakrzewski ps. „Bez”

sekcja minerska:
- kpr. Zygmunt Śnieżko ps. „Lont”
- kpr. Franciszek Dembowski ps. „Dynamit”
- Antoni Klucznik ps. „Saper”

drużyna łączności:
- plut Edward Bujnicki ps. „Drucik”
- Władysław Żeligowski ps. „Władek”
- Henryk Baranowski ps. „Baran”

drużyna sanitarna:
- dr Michał Holak ps. „Bonifacy”
- dr Adam Wysocki ps. „Piotr”

pielęgniarki:
- Emilia Komorowska ps. „Mila”
- Janina Jackiewiczówna ps. „Janka”
- Helena Siecka ps. „Sawa”
- Maria Vorbrodt ps. „Isia”
- Halina Wysocka ps. „Hala”
- Maryna Plucińska ps. „Popielata”